# Troppo umana speranza
Troppo Umana Speranza è il romanzo d'esordio di Alessandro Mari, edito da Feltrinelli nel 2011. 
Nello stesso anno ha vinto il Premio Edoardo Kihlgren Opera Prima - Città di Milano, il Premio Viareggio, il Premio Letterario Massarosa ed è stato finalista del Premio Alassio Centolibri - Un autore per l'Europa.
È stato tradotto in numerose lingue e pubblicato in Europa e America Latina.

## Contenuto
L'opera intreccia, in piena epoca Risorgimentale (gli atti conclusivi si svolgono nel 1849), le vicende di quattro protagonisti:
- Colombino, un umile e semplice orfano raccoglitore di letame, archetipo dell'idiota letterario, che da Sacconago, nella brughiera dell'alto milanese, decide di affrontare uno straordinario e coraggioso viaggio fino a Roma, in compagnia del suo fido mulo Astolfo, per chiedere aiuto al papa per ottenere la mano della sua amata Vittorina, che il padre della ragazza gli nega sdegnato. Tra mille peripezie, finisce col diventare attendente di Garibaldi.
- Orfana anch'essa, ma di tutt'altra tempra e intelligenza, è Leda, una diciannovenne in fuga da un convento a Roma, che viene addestrata e reclutata come spia e ha come missione la comunità italiana di Londra e Giuseppe Mazzini, ma finisce col condividere le dottrine del patriota.
- Lisander, giovane pittore e dongiovanni residente a Milano, pioniere delle nuove tecniche fotografiche. Per guadagnare smercia ritratti erotici eseguiti con le rudimentali macchine dell'epoca, ma un'occasione per dimostrare un utilizzo più alto dello strumento gli si offre durante le Cinque Giornate di Milano.
- Infine, è tracciato un ritratto di Giuseppe Garibaldi, José nel romanzo, visto attraverso gli occhi dell'amata Aninha. Reduci dalle campagne in Sudamerica, Aninha, José, il loro cane zoppo Guerello e i Legionari Italiani agli ordini di José, tornano in Italia per combattere nelle Alpi e a Roma.

## Critica
La critica, da Mario Baduino su La Stampa a Sergio Pent su Tuttolibri, lo ha evidenziato del romanzo la densità del racconto, la complessità della trama, l'imponente e rigorosa mole di lavoro storiografico.

## Edizioni
- Troppo umana speranza, Milano, Feltrinelli, I Narratori, 2011, ISBN 9788807018305
- Troppo umana speranza, Milano, Feltrinelli, Universale Economica, 2013, ISBN 9788807880155